# Vaccinium consanguineum
Vaccinium consanguineum är en ljungväxtart som beskrevs av Johann Friedrich Klotzsch. Vaccinium consanguineum ingår i Blåbärssläktet, och familjen ljungväxter. Inga underarter finns listade i Catalogue of Life.

## Bildgalleri

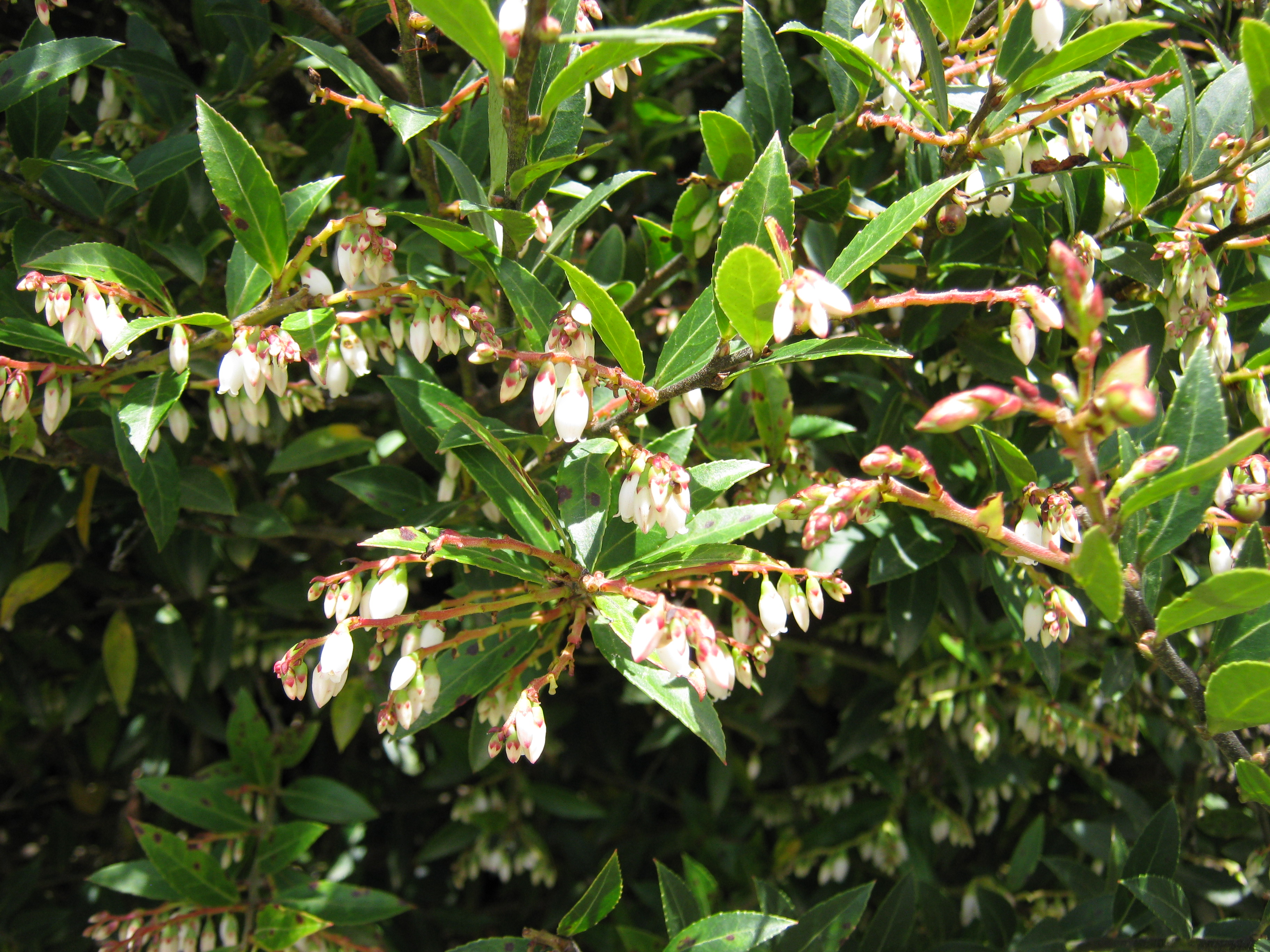
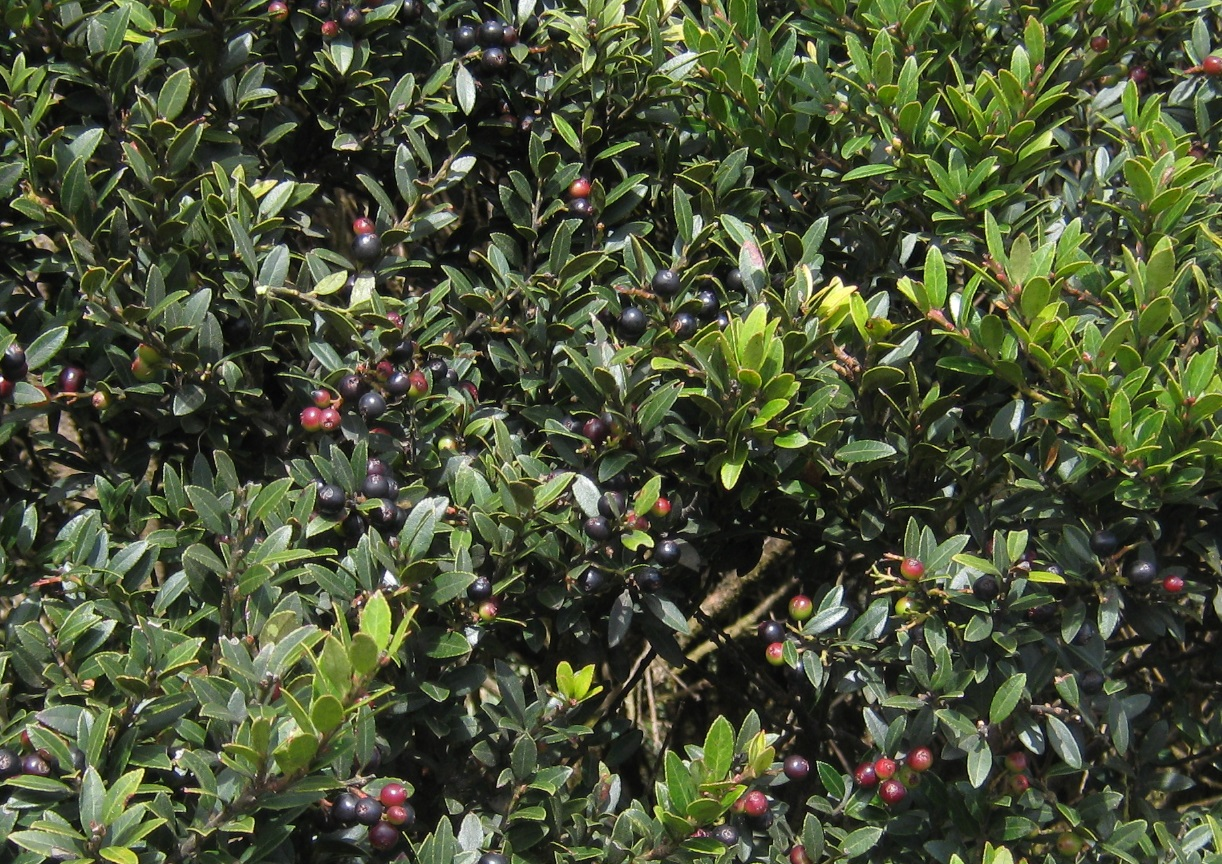
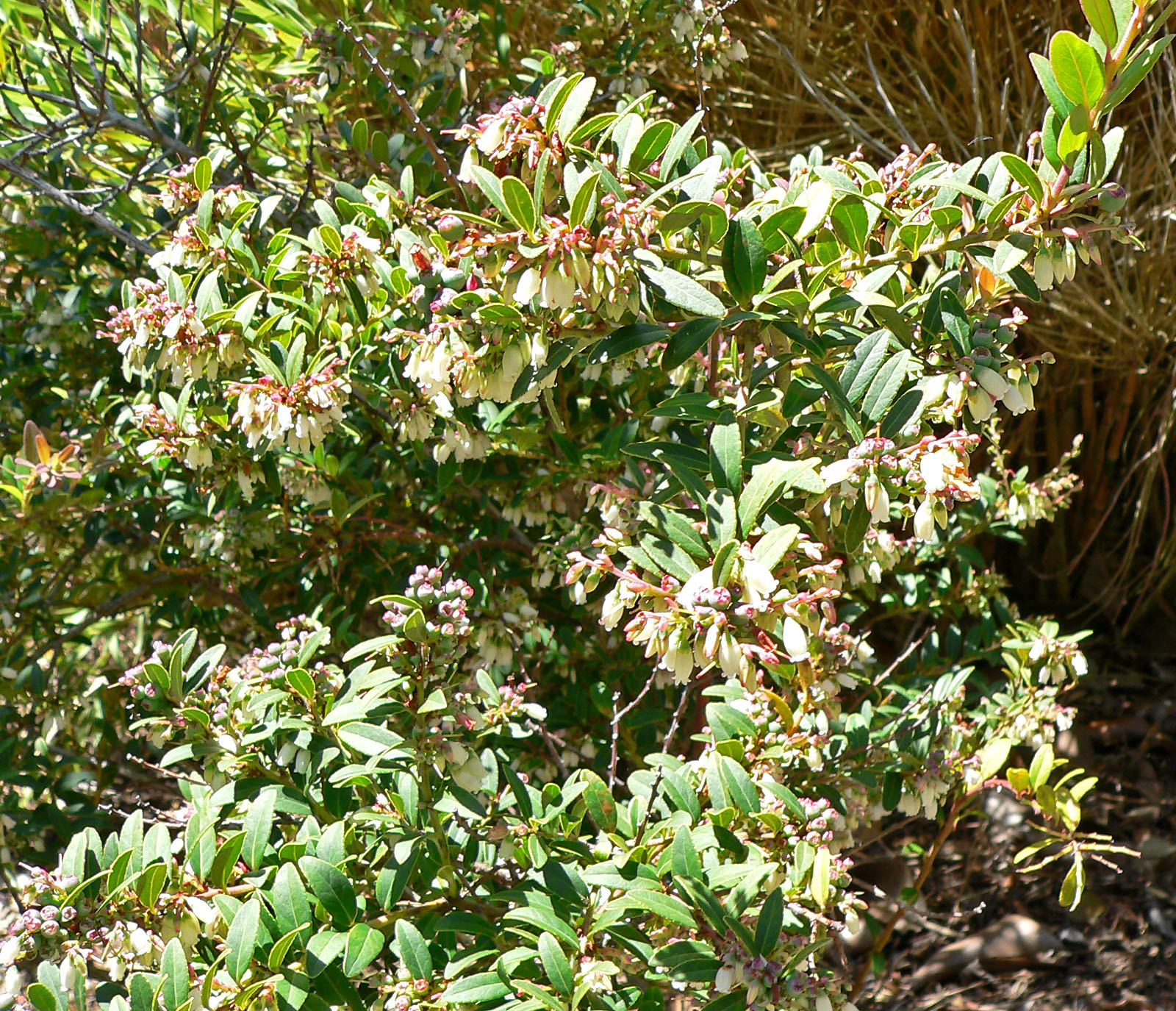
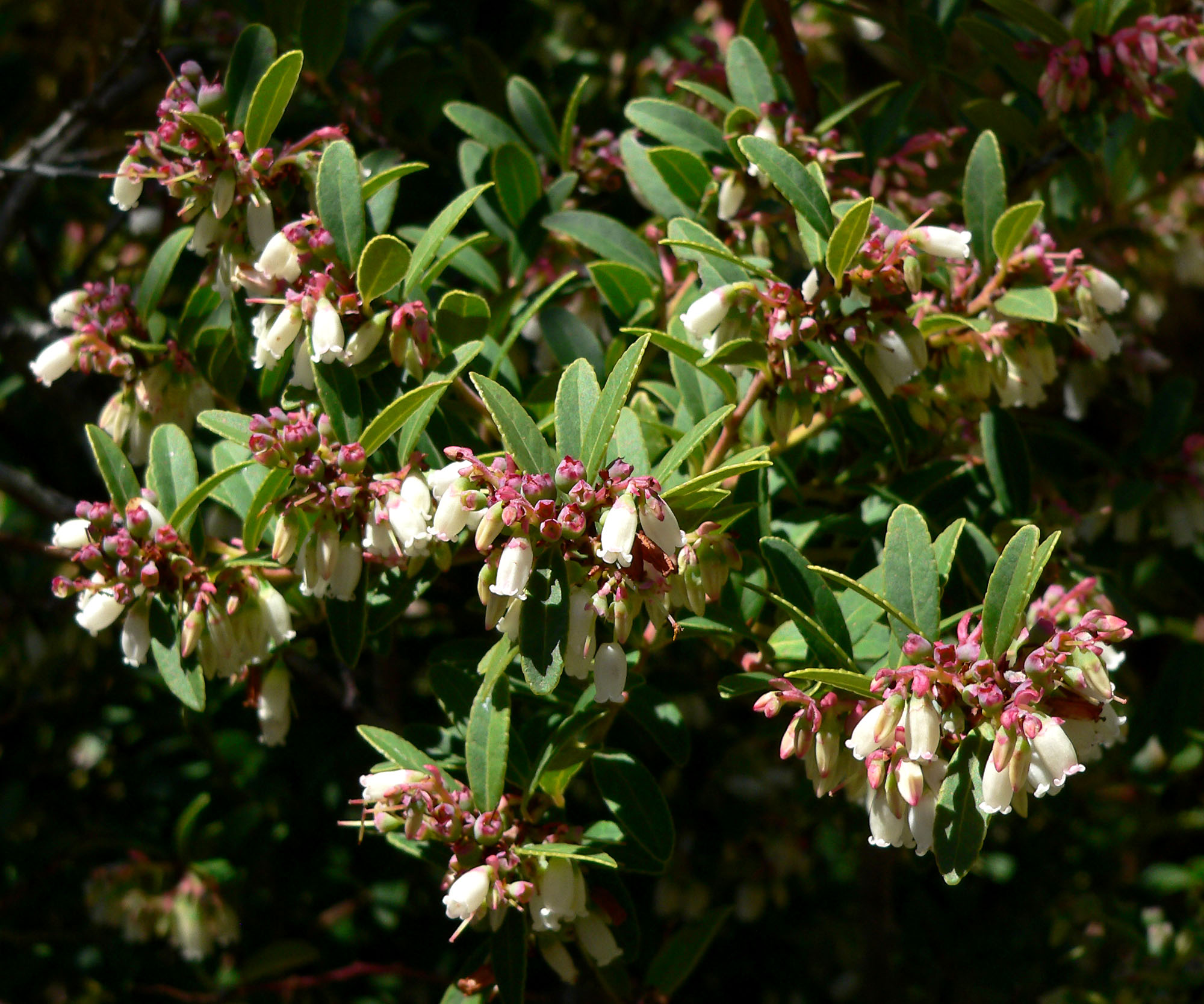